# Мария Орлеанская (1813—1839)
Мария Кристина Каролина Аделаида Франсуаза Леопольдина Орлеанская (фр. Marie Christine Caroline Adélaïde Françoise Léopoldine d’Orléans, 12 апреля 1813[…], Палермо — 6 января 1839, Пиза, Тоскана) — французская принцесса из Орлеанского дома, вторая дочь короля Франции Луи Филиппа I и Марии Амалии Неаполитанской, по браку герцогиня Вюртембергская.

## Жизнь
Принцесса Мария родилась в семье будущего короля Франции Луи Филиппа I и его супруги неаполитанской принцессы Марии Амалии, дочери короля Фердинанда I. Получила прекрасное образование, среди прочих предметов, изучала итальянский, испанский и немецкий языки. Особенно любила литературу и историю, обладала музыкальным талантом, вела дневники путешествий, передумывала игры и составляла логогрифы. Особые  способности она проявляла в скульпторе (училась у Ари Шеффера). У неё было много работ, некоторые из них по сей день хранятся в музее в нидерландском Дордрехте.
В 1834 году рассматривался проект её брака с младшим братом короля Фердинанда II Сицилийского, с принцем Леопольдом, но король не дал своего согласия. В 1837 году Мария вышла замуж за принца Александра Вюртембергского (1804—1881), сына принца Александра Вюртембергского и Антуанетты Саксен-Кобург-Заальфредской. Александр был племянником короля Вюртемберга Фридриха I и короля Бельгии Леопольда I. Александр был также двоюродным братом английской королевы Виктории и её супруга принца Альберта. Брак был заключен не по любви, в частности, из-за вмешательства бельгийского короля, который женился на сестре Марии. Церемония состоялась 18 октября 1837 года в Версале. По словам Леопольда I, принцесса Мария имела подходящий характер, чтобы хорошо поладить с мужем и привязаться к нему:

Она нежное, милое, добросердечное создание. Лучшая подруга моей жены, и они даже одеваются почти как близнецы. Она умна, образованна и весела. Красоты относительной, но очень красивые ее глаза, очень изящная головка. Шея несколько худощава, а фигура все же нет, худоба, я думаю исчезнет, так как и она отчасти стала следствием полной волнений жизни, начавшейся с 1830 года.
После свадьбы супруги поселились в Готе при дворе Эрнста I, где принцесса Мария завоевала большую симпатию всех окружающих. В преддверии родов они вернулись во Францию, где 30 июля 1838 года в Нельи у них родился сын принц Филипп. После родов у принцессы Марии обнаружился туберкулёз. В сентябре болезнь ее усилилась, лекарства не действовали, а силы покидали. Сначала она хотела поехать в Германию, но по рекомендации врачей уехала в Пизу с надеждой, что тёплый климат поможет ей победить болезнь. Её муж и брат, герцог де Немур, поехали с ней и находились рядом до самой её смерти 6 января 1839 года. В своем траурном письме Александр Вюртембергский писал:

Никто не может представить себе глубину моего горя. Наши сердца поняли себя сразу, как только мы узнали друг друга, мы были заодно во всем, разорвать наш союз могла только смерть, которая его, ах, — разорвала! Мария была редкая женщина, в ней соединялись все добродетели, все дары разума, ее сердечная доброта, ее любовь были неизмеримыми! Во Франции ее лечили плохо, врачам была не известна ее болезнь, и серьезное внимание они обратили только тогда, когда было уже слишком поздно.
 26 января она была похоронена в королевской усыпальнице в Дрё. Её сын Филипп (1838—1917), воспитывался при французом дворе, в 1865 году он женился на австрийской эрцгерцогине Марии Терезе Анне, в семье родилось пять детей. Они стали родоначальниками всех ныне живущих Вюртембергов из католической ветви этого дома.